# Johannes Oesterreicher
Johannes Oesterreicher (* 2. Februar 1904 in Stadt Liebau in Mähren; † 18. April 1993 in Livingston, New Jersey) war ein österreichischer katholischer Geistlicher jüdischer Abstammung.

## Leben
Nach einer glücklichen Kindheit in der Stadt Liebau besuchte Johannes Oesterreicher das Gymnasium in Olmütz, wo er auch in der zionistischen Jugendbewegung aktiv war. Er übersiedelte für sein Medizinstudium nach Wien, wo er vermehrt mit Schriften christlicher Autoren in Berührung kam und einen regen Austausch mit Max Josef Metzger führte. Im Mai 1924 wurde er in Graz getauft; sein Taufpate war Max Josef Metzger. Noch als Jude begann er sein Theologiestudium in Graz; am 17. Juli 1927 empfing er durch Erzbischof Friedrich Gustav Piffl die Priesterweihe.
Er leitete gemeinsam mit Georg Bichlmair SJ das von Kardinal Innitzer gegründete Pauluswerk in Wien, das zwei Ziele verfolgte: Einerseits die Missionierung von Juden, andererseits die Juden vor Verfolgung zu schützen. „Das Pauluswerk war ein Versuch Hitler auf einer religiösen Ebene entgegenzutreten. Wir haben damals den Satz geprägt, dass die Judenfrage eine Frage an Juden und Christen sei, aber eine religiöse Frage und keine Frage politischer und sozialer Natur.“ (Interview in der Kleinen Zeitung vom 10. Juni 1988).
Nach Schuschniggs Rundfunkrede am 11. März 1938 über die Kapitulation Österreichs und einem Gespräch mit Kardinal Innitzer verbrannte Johannes Österreicher seine gesamte Korrespondenz sowie seine Bücher um die Bürger jüdischer Abstammung zu schützen und flüchtete 5 Wochen nach dem Einmarsch nach Paris. Von Paris aus hielt er regelmäßige kämpferische Predigten gegen die Tyrannei des Rassenwahns, die auf der Wellenlänge einer österreichischen Widerstandsradiostation übertragen wurden. Nach dem Einmarsch der deutschen Truppen in Frankreich ging seine Flucht weiter nach Spanien, Portugal und schließlich nach New York, wo er an einigen Pfarren tätig war und ab März 1953 an der Seton Hall University in South Orange, New Jersey lehrte, an der er das Institut für jüdische-christliche Verständigung aufgebaut hat und bis ins hohe Alter tätig war.
1961 ernannte Papst Johannes XXIII. ihn zum Ehrenprälaten Seiner Heiligkeit (Monsignore).
Johannes Maria Österreicher war einer der Wegbereiter des internationalen christlich-jüdischen Dialogs und war an der Erstellung der „Juden-Erklärung“ des Zweiten Vatikanischen Konzils maßgeblich beteiligt. Papst Johannes XXIII. berief ihn vor Beginn der zweiten Sitzungsperiode in das „Sekretariat zur Förderung der Einheit der Christen“. Er verfasste eine Studie jener grundlegenden Wahrheiten, die das Verhältnis der Kirche zum jüdischen Volk bestimmen oder bestimmen sollten. Sie war ein maßgeblicher Baustein für die nach ihren Anfangsworten Nostra Aetate benannte Erklärung über die Haltung der Kirche zu den nichtchristlichen Religionen, die die Konzilsväter in der vierten und letzten Sitzungsperiode des Zweiten Vatikanischen Konzils am 28. Oktober 1965 verabschiedeten.
Johannes Maria Österreicher fasst den Inbegriff der Judenerklärung in einem Satz zusammen (Kathpress Interview von 1988): „Die Wiederentdeckung des Judentums und der Juden in ihrem Eigenwert und ihrer Bedeutung für die Kirche.“ Die Kirche hat erklärt, dass ihre Existenz in der Herausführung von Jakobs Nachkommen aus der ägyptischen Knechtschaft, deren wundersamen Durchzug durch das Schilfmeer und deren Wanderschaft durch die Wüste wurzelte. Was besagt das für unser Glaubensleben und unsere Beziehung zu den Juden? Ein wachsames Auge für das jüdische Milieu des Neuen Testamentes, eine echte Einfühlung in die Umwelt Jesu ist zum vollen Verständnis wir zur rechten Verkündigung der christlichen Botschaft notwendig. Man muss sich liebevoll hineindenken in die Anliegen, Sorgen, Hoffnungen und Leiden des Volkes. Der Christ soll mit hebräischen Denkweisen und Sprachformen vertraut sein.
Johannes Maria Österreicher bezeichnete sich immer als „Jude und Katholik“ und pflegte zeit seines Lebens innigen Kontakt zum jüdischen Volk und zur jüdischen Religion. Ebenso setzte er sich intensiv für das Verständnis für die Juden ein und trat vehement gegen Rassenhass auf.
Als Person wird er als sehr liebenswürdig, ungemein intelligent, überaus bescheiden und tolerant beschrieben.

## Zitate
- „Ich bin Jude und Katholik.“ (oft von ihm zitiert)

- „Jesus, Maria und Josef waren in ihrem Erdenleben Juden, ebenso die Apostel und die Mitglieder der Urgemeinde. Wer die Bezeichnung Jude als Schimpfwort gebraucht, beschimpft, ohne es zu wissen, Jesus und alle frühen Heiligen der Kirche.“ (Kathpress Interview von 1988)

- „Eine ausführliche Darstellung meines Lebens und meines Bekenntnisses zu Christus würde Wochen in Anspruch nehmen. Ich müßte u. a. den Einfluß beschreiben, den Sören Kierkegaard, Kardinal Newman, Ferdinand Ebner, Theodor Haecker, Der Brenner, Die Fackel, vor allem die Evangelien auf mich hatten.“ (Johannes Maria Oesterreicher in einem Brief vom 16. Oktober 1986)

## Schriften
- Walls are crumbling. Seven Jewish philosophers discover Christ. Devin-Adair, New York 1952, mit einem Vorwort von Jacques Maritain; Neuausgabe: Cluny Media, Providence 2019, ISBN 978-1-950970-23-0.
- Der Papst und die Juden. Paulus Verlag, Recklinghausen 1962.
- The Israel of god. On the Old Testament roots of the church’s faith. Prentice-Hall, Englewood Cliffs 1963.
- Auschwitz, der Christ und das Konzil. Kyrios-Verlag, Meitingen 1964.
- Der Baum und die Wurzel. Israels Erbe – An-Spruch an die Christen. Herder, Freiburg 1968 (vom Verfasser durchgesehene deutsche Übersetzung von The Israel of God durch Elisabeth Strakosch).
- Die Wiederentdeckung des Judentums durch die Kirche. Eine neue Zusammenschau der Konzilserklärung über die Juden. Kyrios-Verlag, Meitingen 1971, ISBN 3-7838-0068-4.
- Jerusalem. John Day, New York 1974.
- The New Encounter Between Christians and Jews. Philosophical Library, New York 1986, ISBN 0-8022-2496-2.
- The unfinished dialogue. Martin Buber and the Christian way. Philosophical Library, New York 1986, ISBN 0-8022-2495-4.
- Wider die Tyrannei des Rassenwahns. Rundfunkansprachen aus dem 1. Jahr von Hitlers Krieg. Herausgegeben vom Institut für Kirchliche Zeitgeschichte, Salzburg. Geyer-Edition, Wien und Salzburg 1986, ISBN 3-85090-124-6.
- Rassenhass ist Christushass. Hitlers Judenfeindlichkeit in zeitgeschichtlicher und in heilsgeschichtlicher Sicht. Dokumente und Kritik. Unter ständiger Mitwirkung des Autors aus dem Französischen übersetzt von Eberhard Steinacker. Hermagoras, Klagenfurt 1993, ISBN 3-85013-289-7.
- God at Auschwitz? Institute of Judaeo-Christian Studies, Seton Hall University, South Orange 1993.
- Edith Stein, une philosophe juive devant le Christ. Vorwort von Jacques Maritain. Ad Solem, Genf 1998, ISBN 2-940090-28-9.
- Max Picard. Les visages de l’amour. Ad Solem, Genf 2005, ISBN 2-88482-051-5.